# Mariánská hora
Mariánská hora är ett berg i Tjeckien. Det ligger i den norra delen av landet, 100 km nordost om huvudstaden Prag. Toppen på Mariánská hora är 874 meter över havet, eller 61 meter över den omgivande terrängen. Bredden vid basen är 0,84 km.
Terrängen runt Mariánská hora är kuperad.Runt Mariánská hora är det ganska tätbefolkat, med 96 invånare per kvadratkilometer. Närmaste större samhälle är Liberec, 14,8 km väster om Mariánská hora. I omgivningarna runt Mariánská hora växer i huvudsak blandskog.